# Kifayət Qasımova
Kifayət Qasımova (ur. 1 lutego 1983) – azerska judoczka, brązowa medalistka mistrzostw świata w kategorii do 57 kilogramów.
Na Mistrzostwach Europy zdobyła trzy medale: w Tampere (2006) i w Belgradzie (2007) i w Lizbonie (2008).